# اچ‌تی هایکو
هایک یوریی مارگاریان (ارمنی: Հայկ Յուրիի Մարգարյան؛ متولد ۲۸ ژوئن ۱۹۸۵)، که بیشتر با نام هنری خود، اچ‌تی هایکو (ارمنی: ՀՏ Հայկո) شناخته می‌شود، خواننده رپ اهل ارمنستان است.

## اوایل زندگی
هایک مارگاریان در ۲۸ ژوئن ۱۹۸۵ در ایروان متولد شد. او از مدرسه شماره ۵۵، یادبود چخوف فارغ‌التحصیل شد. سپس به مدرسه موسیقی سایات نوا رفت و در آنجا شیوه پیانو و ترومپت را آموخت. بعدها، هایک از دانشگاه پلی‌تکنیک ارمنستان به عنوان برق‌کار فارغ‌التحصیل شد.

## حرفه موسیقی
هایکو فعالیت موسیقی خود را در سال ۲۰۰۱ آغاز کرد، هنگامی که گروه Hay Tgheq را با میشو تأسیس کرد. این اولین گروه رپ در ارمنستان بود. آنها با هم دو آلبوم، هشت موزیک ویدئو منتشر کردند و در ارمنستان و دیگر کشورها کنسرت برگزار کردند. گروه آها در سال ۲۰۰۷ منحل شد. از آن زمان، میشو و هایکو به‌طور جداگانه کار می‌کنند.

### آنتی‌سیستم
در ۱۵ مه ۲۰۱۲، آهنگی به نام آنتی‌سیستم در کانال YouTube HT Hayko بارگذاری شد. این یک هیپ هاپ سیاسی متأثر از جنبش پارک ماشتوتس است. این امر به‌ویژه جوانان را تشویق کرد تا علیه بی عدالتی در ارمنستان اقدام کنند. این آهنگ همچنین در مورد برکناری سورن زولیان از ریاست دانشگاه دولتی زبان‌ها و علوم اجتماعی بروسوف ایروان  صحبت کرد که موجب اعتراض صدها دانشجو شد. پس از یک ماه، این ویدیو بیش از ۵۰٬۰۰۰ بازدید داشت.